# Go Ito
Go Ito (伊藤 剛 Ito Go?), född 23 mars 1994 i Saitama prefektur, är en japansk fotbollsspelare.
Ito spelade för Shonan Bellmare och Fukushima United FC.